# Suore operaie della Sacra Famiglia
Le Suore Operaie della Sacra Famiglia (in spagnolo Hermanas Operarias de la Sagrada Familia; sigla Op.S.F.) sono un istituto religioso femminile di diritto pontificio.

## Storia
La congregazione fu fondata il 19 giugno 1940 a Zamora, in Messico, dal sacerdote José Ochoa Gutiérrez con l'aiuto di Soledad Prado Aguilar.
L'istituto fu approvato dal vescovo di Zamora l'11 gennaio 1948.

## Attività e diffusione
Le suore hanno per scopo quello di fomentare la vita cristiana tra le popolazioni dei centri più piccoli (non aprono case nei paesi di oltre 10 000 abitanti).
La sede generalizia è a Zamora de Hidalgo.
Alla fine del 2015 l'istituto contava 197 religiose in 40 case.